# Эслебен-Тойтлебен
Эслебен-Тойтлебен (нем. Eßleben-Teutleben) — община в Германии, в земле Тюрингия. 
Входит в состав района Зёммерда. Подчиняется управлению Буттштедт.  Население составляет 349 человек (на 31 декабря 2010 года). Занимает площадь 7,65 км².
Община подразделяется на 2 сельских округа.